# Leon Janta-Połczyński

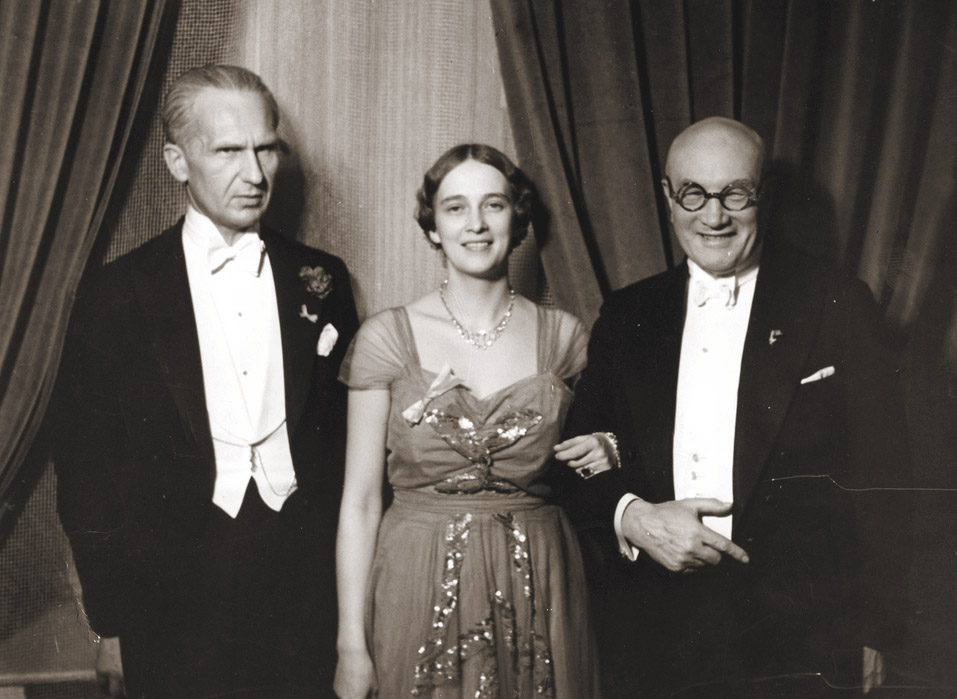
Wiktor Podoski, Maria Rotwand i Leon Janta-Połczyński 1938

Leon Janta-Połczyński (ur. 25 maja 1867 w Wysokiej k. Tucholi, zm. 20 lipca 1961 w Poznaniu) – polski ziemianin, prawnik (doktor praw), polityk, działacz społeczny, minister rolnictwa i dóbr państwowych w pięciu rządach II RP, senator I i III kadencji, członek Naczelnej Rady Ludowej w 1918 roku.

## Życiorys

### Dzieciństwo i młodość
Ojciec – Adam (1839–1901) – ziemianin, obrońca polskiego kupiectwa, rzemiosła i rolnictwa na Pomorzu Nadwiślańskim, poseł do Reichstagu; matka Leontyna z domu Zabłocka. Leon od dziecka uczył się języka francuskiego, polskiego i niemieckiego. W latach 1875–1878 przebywał na pensji w Chojnicach, gdzie przede wszystkim kontynuował naukę języków, ale posiadł także umiejętność gry na fortepianie. W 1877 r. został uczniem dziewięcioletniego gimnazjum klasycznego w Chojnicach, gdzie należał do nielegalnego kółka filomatów Mickiewicz. W 1886 r, zdał maturę i następnie rozpoczął studia prawnicze i nauk politycznych na Uniwersytecie Jagiellońskim i na uniwersytetach w Berlinie, Paryżu i Jenie, gdzie w 1890 r. uzyskał stopień naukowy doktora praw. Po ukończeniu studiów rozpoczął aplikację w sądzie obwodowym w Tucholi. Po roku pracy został referendarzem w okręgowej izbie sądowej w Kwidzynie. Następnie w 1903 został podporucznikiem rezerwy 1 Gwardyjskim Pułku Dragonów im Królowej Wiktorii. W 1894 zdał egzamin asesorski. Następnie został przyjęty do służby zagranicznej przez kanclerza Lea von Capriviego, a po jego dymisji – zwolniony. Dwa lata później wystąpił ze służby sądowniczej i objął w posiadanie rodzinny majątek w Wysokiej. W tym samym roku został członkiem sejmiku i Wydziału Powiatowego w Tucholi, w 1900 r. natomiast prezesem Banku Ludowego. Ponadto w latach 1898–1912 patronował Kółkom Włościańskim na Pomorzu, Spółdzielni Rolniczo-Handlowej „Rolnik”, Spółdzielni Handlowej „Kupiec” i Spółki Parcelacyjnej w Tucholi. Był także wydawcą pism: „Gazeta Gdańska” (1898–1905) i „Kłosy” (1905–1919). Działacz narodowy na Pomorzu Nadwiślańskim, zwany przez Niemców Polenführer.
W 1910 nabył majątek Zbieniny.

### Wielka Wojna
Janta-Połczyński otrzymał powołanie do wojska, lecz nagły atak rwy kulszowej i ocena lekarska spowodowały, że uniknął udziału w wojnie. Jeszcze przed jej wybuchem został członkiem Koła Towarzyskiego (Koła Międzypartyjnego) w Poznaniu, które zastanawiało się nad metodami walki o niepodległość. W roku 1917 r. pojechał do Szwajcarii po instrukcje Komitetu Narodowego Polskiego jako członek Tajnego Międzypartyjnego Komitetu Obywatelskiego. W tym charakterze jeździł także do Warszawy, gdzie domagał się od członków Rady Regencyjnej działań na rzecz przyłączenia do Królestwa Polskiego ziem zaboru pruskiego.

### Po odzyskaniu niepodległości
W listopadzie 1918 został członkiem Powiatowej Rady Ludowej w powiecie Tuchola, a w grudniu delegatem na Polski Sejm Dzielnicowy w Poznaniu. Jako członek Rady Narodowej byłego zaboru pruskiego i delegat rządu RP był ekspertem w sprawie przynależności Pomorza do Polski na konferencji pokojowej w Paryżu. W styczniu 1919 udał się do Warszawy na rozmowy z Ignacym Paderewskim w sprawie nominacji na stanowisko ministra rolnictwa. Nie przystał na to, gdyż najprawdopodobniej obawiał się konfiskaty majątku przez Niemców. Po wybuchu powstania wielkopolskiego, wraz z żoną ukrywał się w Berlinie. Z powodu rychłego upadku rządu Ignacego Paderewskiego został przewodniczącym polskiej delegacji na rozmowy w Paryżu. Był przewodniczącym delegacji. Po podpisaniu traktatu wersalskiego powrócił z rodziną do kraju. Prowadził rozmowy z Niemcami na temat przejęcia administracji niemieckiej przez Polaków. 8 października 1919 został powołany na stanowisko podsekretarza stanu w Ministerstwie b. Dzielnicy Pruskiej w Poznaniu. W tym samym roku kierował również departamentem spraw wewnętrznych. Kierował departamentem politycznym i administracją dwóch województw. Janta-Połczyński uczestniczył w ceremonii zaślubin Polski z morzem (10.02.1920 r.) i aktywnie działał na rzecz plebiscytów na Warmii i Górnym Śląsku (z jego polecenia sporządzono spisy wyborców-Polaków). 18 lutego 1920 został mianowany na stanowisko generalnego zastępcy ministra w Poznaniu, co oznaczało powierzenie mu obowiązków reprezentowania rządu polskiego. Ze stanowiska odszedł 7 lipca 1921 r. w proteście przeciwko zbyt szybkiej integracji byłego zaboru pruskiego z Rzecząpospolitą. Następnie wrócił do Wysokiej, gdzie zarządzał majątkiem, organizując okazjonalnie wystawne przyjęcia.
Janta-Połczyński był działaczem konserwatywnego Chrześcijańsko-Narodowego Stronnictwa Rolniczego. Został senatorem z listy Chrześcijańskiego Związku Jedności Narodowej (1922–1927). Z nieznanych powodów nie uczestniczył w pierwszym posiedzeniu Senatu. Ślubowanie senatorskie złożył 1 grudnia 1922. Podczas swojej działalności w Senacie zabierał głos 15 razy. Pełnił głównie funkcję referenta zajmującego się określonymi problemami, oraz szefa senackich komisji spraw zagranicznych, rolnej oraz morskiej lub we własnym imieniu. Wszystkie projekty ustaw jego autorstwa zdobyły senacką większość. Pierwszym senackim projektem Janty-Połczyńskiego był akt prawny pt. „O przystąpieniu Polski do międzynarodowego porozumienia dla walki z epizaotjanami. 9 lipca przedstawił do zatwierdzenia „Ustawę o ratyfikacji układu polsko-niemieckiego o górnośląskim pasie granicznym”, a także ustawę o ratyfikacji układu polsko-niemieckiego dotyczącego praw członków i urzędników kolei górnośląskich”.

Dwukrotnie odnosił się do exposé nowych premierów Władysława Sikorskiego i Wincentego Witosa. 22 stycznia 1923 dokonał krytycznej oceny programu gospodarczego rządu Władysława Sikorskiego, zarzucając mu brak koncepcji. 8 czerwca 1923 przy powołaniu rządu Chjenopiasta stał się częścią jego porozumienia. Wypowiedział słowa: 

...Klub w imieniu którego mam zaszczyt przemawiać, uważał od samego początku nowego Sejmu wytworzenie większości za kardynalne zadanie Sejmu i za warunek racji bytu i gotów był się zgodzić na wielkie ofiary dla umożliwienia jej powstania.
.... Klub Chrześcijańsko Narodowy wita z zadowoleniem Rząd Obecny jako rząd parlamentarny oparty na większości Polskiej.

18 marca 1925 Senat przyjął kolejną ustawę autorstwa Połczyńskiego o Izbach Morskich. Pełniąc funkcję prezesa klubu Ch-N, po raz ostatni wystąpił 3 marca 1926. Domagał się odrzucenia ustawy ratyfikującej: 

czy będziemy podpisywali za dwa lata może pokojowe połączenie się Austrii z Niemcami 16 lutego 1927 została uchwalona „Ustawa o Komitecie Floty Narodowej” której jednym z inicjatorów był Połczyński.

Po przewrocie majowym w 1926 wraz z konserwatystami zbliżył się do tworzonego obozu rządowego sanacji. W pierwszych wyborach po zamachu majowym wystartował z listy prosanacyjnej Katolickiej Unii Ziem Zachodnich, lecz nie zdobył mandatu senatorskiego. W kwietniu 1927 został odznaczony przez papieża Piusa XI Orderem Świętego Grzegorza Wielkiego. Zajął się pisaniem artykułów, które ukazały się w marcu i kwietniu 1929 w oficjalnym piśmie sanacji „Dzień Polski”. Dwa spośród artykułów dotyczyły historiozofii. Pozostałe artykuły dotyczyły współczesności.

### Minister rolnictwa
18 stycznia 1930 został ministrem rolnictwa w rządzie Kazimierza Bartla, dzięki zjednywaniu ziemian dla sanacji w Radzie Zrzeszeń Gospodarczych Pomorza, którą współtworzył. Pełnił ten urząd w gabinetach Walerego Sławka, Józefa Piłsudskiego i Aleksandra Prystora.. Jako minister bronił polityki celnej i interwencjonizmu, opowiadając się za wzmocnieniem rynku wewnętrznego i dążeniem do autarkii. Rolnictwo czynił podstawą egzystencji, ale też dobrobytu państwa, dlatego też wprowadził ułatwienia w spłatach kredytów dla drobnych rolników, zainicjował interwencyjny skup zbóż, ale też promował eksport płodów rolnych. Na pierwszej konferencji prasowej za przyczynę kryzysu w rolnictwie uznał nadwyżkę zboża na rynku pochodzącą z zewnętrznego importu oraz nadmierną ilość zapasów własnych. W nocy z 27 na 28 lutego 1930 Komitet Ekonomiczny Rady Ministrów uchwalił „Plan doraźnej pomocy dla rolnictwa”. W 1930 r. Janta-Połczyński został przewodniczącym Komitetu Obchodów 10-lecia Przyłączenia Pomorza do Polski oraz Dni Morza. W pierwszym kwartale 1931 jako minister występował do rozmaitych organów rządowych i parlamentarnych z prośbami o nowe środki budżetowe na rok 1931/1932. Priorytetem działania ministra był eksport na rynki zagraniczne oraz podniesienie jakości produktów przeznaczonych na eksport. Część dochodów z eksportu miała być przeznaczona na oddłużenie rolnictwa. Pomimo wysiłków Janty-Połczyńskiego i Witolda Staniewicza Sejm uchwalił o 22,5 mln złotych mniejszy budżet niż w poprzednim roku. Program reformy rolnej stał się obiektem ataków opozycji m.in. za kierowanie programu do wielkich rolników kosztem drobnych. Założenia programu chwalił Poseł BBWR Juliusz Ponikowski. Inicjator i organizator czterech kolejnych międzynarodowych konferencji rolniczych bałtycko-bałkańskich. W dniach 7–14 października 1930 brał udział w obchodach 25-lecia jubileuszowego zjazdu Instytutu Rolniczego w Rzymie. Uczestnik rozmów polsko-niemieckich w sprawie traktatu handlowego. W styczniu i lutym 1931 przedstawił komisjom sejmowym bilans dokonań planu doraźnego. Jego sekretarzem był Jerzy Giedroyć. 22 marca 1932 Janta-Połczyński podał się do dymisji w proteście niedoceniania przez rządzących problemów polskiego rolnictwa. Jego następcą został Stanisławo Ludkiewicz.

### Senator
16 listopada w tzw. wyborach brzeskich kandydował do sejmu z listy nr 1 Bezpartyjnego Bloku Współpracy z Rządem w dwóch okręgach województwa pomorskiego nr 29 Tczew i nr 30 Grudziądz, oraz z 4 pozycji listy centralnej do senatu. Podczas kampanii wyborczej odwiedził kilka miast na Pomorzu oraz Poznań. Zdobył 2 mandaty do sejmu oraz mandat senatora. Mandatów poselskich zrzekł się na korzyść Zygmunta Redlińskiego i Stefana Dąbrowskiego.
W czerwcu 1932 wszedł w skład Komisji Porozumiewawczej przemysłu i rolnictwa pod przewodnictwem Janusza Radziwiłła. W lipcu stanął na czele Towarzystwa Popierania Wytwórczości Krajowej. W imieniu komisji gospodarstwa społecznego referował projekt ustawy o rzeźniach z prawem wyłączności. We wrześniu 1933 został wysłany przez prezydenta na czele delegacji do Budapesztu na obchody 400-lecia urodzin króla Siedmiogrodu Stefana Batorego i 250 Bitwy pod Wiedniem. 16 stycznia 1935 podczas rozpatrywania nowego projektu konstytucji jako jeden z 73 senatorów poparł projekt. W 1935 delegat Polski na Europejską Konferencję Ekonomiczną w Brukseli. Na co dzień mieszkał w rodzinnej Wysokiej, gdzie gospodarował na trzech tysiącach hektarów ziemi. Prezes Związku Ziemian Pomorskich. Współzałożyciel fabryki krochmalu „Solanum” w Starogardzie i fabryki gumy syntetycznej pod Dębicą, którą w darze przekazał Ministerstwu Spraw Wojskowych.

### Dalsze życie i II wojna światowa
W 1937 r. Połczyńscy nabyli majątek Chojanty w pobliżu Chojnic. Po zmarginalizowaniu w życiu politycznym osiadł na stałe w swoim majątku, gdzie wiódł żywot emeryta. Jedyną aktywnością polityczną był udział w Komitecie Uczczenia Pamięci Marszałka Józefa Piłsudskiego.
W maju 1939 sprowadził się wraz z żoną do willi w Milanówku wynajętej od Jana Sosnowskiego.
W początkach okupacji niemieckiej Janta-Połczyński działał w Delegaturze Rządu na Kraj i jeździł do Warszawy na posiedzenia partii sejmowych. Na początku 1943 z powodu podejrzliwości i ryzyka dekonspiracji przeniósł się do Staromieścia. Zostali aresztowani w czasie obławy na partyzantów, a następnie zwolnieni do domu. Ze Staromieścia udali się w okolice Krakowa, gdzie skorzystali z gościnności prof. Wojciecha Konopczyńskiego w Młynniku.

### W czasach PRL
Z powodu ogłoszenia parcelacji majątków w oparciu o reformę rolną zamieszkał wraz z żoną w Gnieźnie, następnie w Poznaniu, gdzie jako pracownik Państwowych Nieruchomości Ziemskich organizował wystawy rolnicze. W 1948 wiceprezydent Brzegu Antoni Łudziński zaoferował mu funkcję kustosza w Muzeum Piastów Śląskich w Brzegu. W 1958 w wieku 91 lat przeszedł na emeryturę. Ostatnie lata życia poświęcił na pisanie pamiętników i zbieranie dokumentów historycznych. We wspomnieniach napisał: „Życie moje aktywne trwało do roku 1939, od tego czasu już jestem biernym popychadłem losu”. Cenny zbiór książek (ok. 3000 woluminów) przekazał Bibliotece Uniwersyteckiej we Wrocławiu.
Zmarł 20 lipca 1961. Trzy dni później został pochowany na poznańskim cmentarzu Górczyńskim. Uroczystościom żałobnym przewodniczył ks. kan. Józef Jasiński. Przemówienie nad grobem ministra i senatora wygłosił Jan Szymczak. Fakt śmierci ministra został w znikomym stopniu zauważony przez prasę krajową. 23 listopada 1985 prochy ministra i jego małżonki zostały złożone w neogotyckim rodzinnym mauzoleum w Raciążu pod Tucholą na przykościelnym cmentarzu parafii pod wezwaniem Świętej Trójcy.

## Życie prywatne

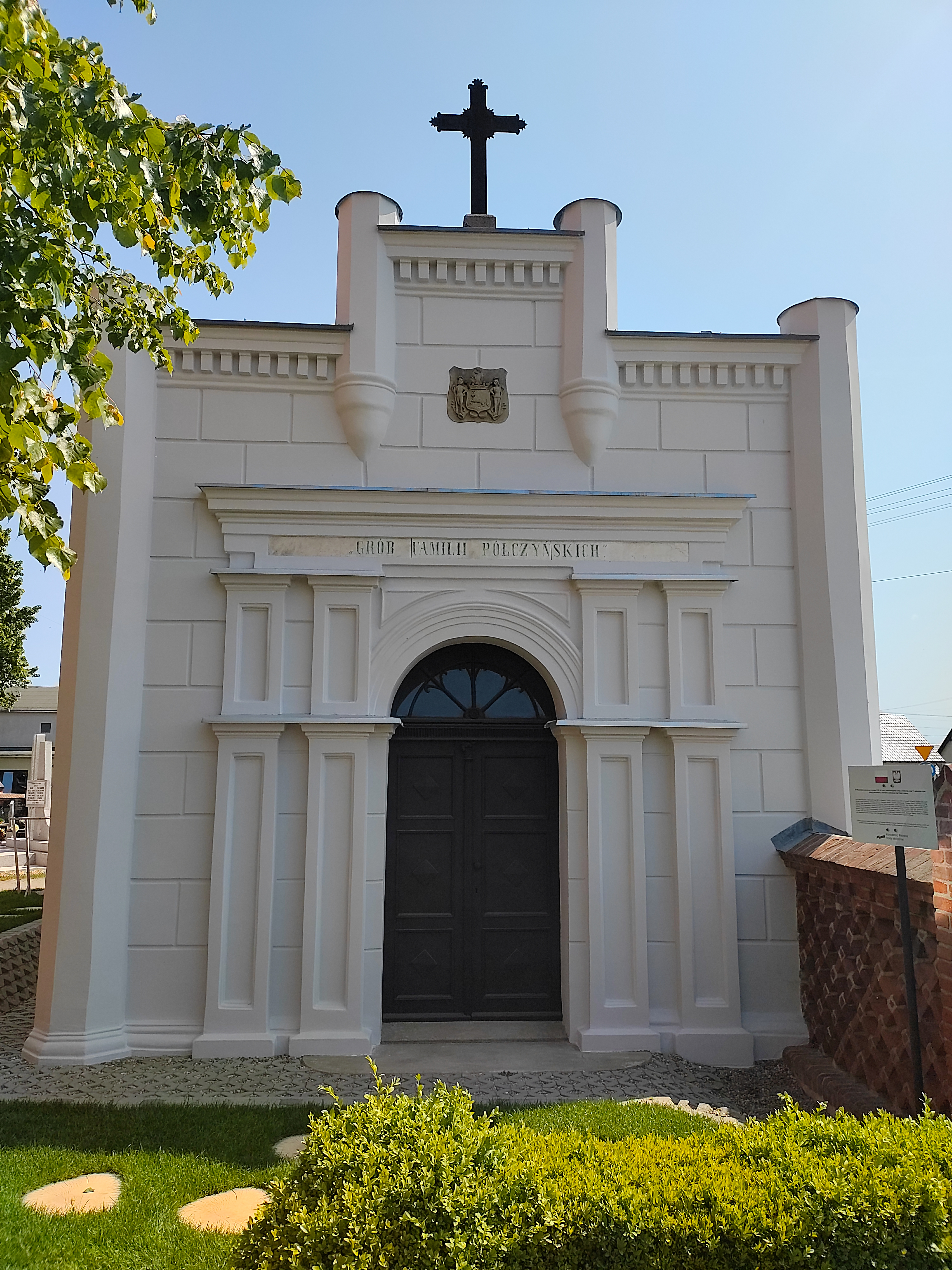
Mauzoleum rodziny Janta-Połczyńskich w Raciążu po renowacji przeprowadzonej w 2022 r. przez Fundację „Pomorska Inicjatywa Historyczna” (sfinansowanej ze środków KPRM).

Żona (poślubiona 1902) Maria (córka Romana Komierowskiego); synowie: Maciej i Adam; córka Leontyna z męża Tyszkiewicz. Maria Janta Połczyńska została matką chrzestną żaglowca „Dar Pomorza” 13 lipca 1930.

## Okres pełnienia funkcji ministra
- 16.01 – 17.03.1930[4]
- p.o. 17-29.03.1930
- 29.03- 23.08.1930
- p.o. 23 – 25.08.1930
- 25.08 – 4.12.1930
- 4.12.1930 – 26.05.1931
- p.o. 26 – 27.05.1931
- 27.05.1931 – 23.03.1932

## Upamiętnienie
25 maja 2022 nastąpiło uroczyste odsłonięcie tablicy pamięci dr Leona Janty-Połczyńskiego w miejscowości Wysoka, w gminie Tuchola. Umieszczono ją przy wejściu głównym Domu Pomocy Społecznej, który przed laty był dworem ziemiańskim. Przez ponad 170 lat dwór ten był w posiadaniu zasłużonej dla polskości na Pomorzu rodziny Janta-Połczyńskich.
W 2019 r. w Bydgoszczy jego imieniem został nazwany odcinek bulwarów nad Brdą na odcinku od ul. Bernardyńskiej do Alei Stefana Wyszyńskiego.

## Odznaczenia
- Krzyż Komandorski z Gwiazdą Orderu Odrodzenia Polski (1938)[42]
- Krzyż Komandorski Orderu Odrodzenia Polski (2 maja 1922)[43]
- Order Świętego Grzegorza Wielkiego (Watykan, 1927)[23]
- Krzyż Wielki Orderu Chrystusa (Portugalia, 1931)[44]
- Krzyż Wielki Orderu Świętego Sawy (Jugosławia, 1931)[27]
- Krzyż Wielki Orderu Korony (Belgia)[27]
- Order Zasługi Cywilnej (Bułgaria)[27]